# Soledad Acosta de Samper
Soledad Acosta de Samper (Bogotà, 5 de maig de 1833-ibídem 17 de març de 1913) va ser una de les escriptores més prolífiques de segle xix a Colòmbia. En la seva tasca creativa com a novel·lista, contista, periodista, historiadora i editora, va escriure 21 novel·les, 48 contes, 4 obres de teatre, 43 estudis socials i literaris, i 21 tractats d'història. Va fundar i dirigir cinc diaris, a més va fer nombroses traduccions. Soledad Acosta va publicar conjuntament amb algunes de les seves contemporànies com les poetes Agripina Samper de Ancízar i Silveria Espinoza de Rendón. No obstant això, Acosta no sols va cultivar la literatura sinó també en camps propis dels homes de la seva època. Va dedicar nombrosos estudis socials sobre temàtica de les dones i el seu paper en la societat, per la qual cosa és considerada una pionera del feminisme.

## Biografia
El seu pare fou Joaquín Acosta subtinent del Batallón de Cazadores nomenat el 1819 per Simón Bolívar va nomenar a Joaquín Acosta sotstinent del Batallón de Cazadores de Nova Granada. Viatja a Europa per estudiar enginyeria militar i ciències naturals a  París. En 1830 retorna a Colòmbia i fa una estada a Nueva York, on coneix a Carolina Kemble amb qui es casa el 31 de maig de 1832.
El 5 de maig de 1833 naixerà Soledad Acosta a Bogotá, primera filla del matrimoni. El 1846, Joaquín Acosta i la seva família radiquen a París on Soledad rebrà una sòlida educació. A causa de la Revolució francesa de 1848, la família tornarà a Colòmbia, i viuran a Santa Marta temps en el qual Joaquín Acosta és nomenat general el 1851. Però el  21 de febrer de 1852 moria a causa d'unes febres que havia contret al riu Magdalena.
En 1853 Soledad Acosta coneix a José María Samper a Guaduas amb qui es casarà el 5 de maig de 1855. A l'any següent, el 31 de juliol neix la seva primera filla Bertilda Samper. Acosta. El 15 d'octubre de 1857 naixeria la seva segona filla Carolina. El 1858 la família Samper Acosta viatja a Europa i s’estableixen a París. Soledad Acosta actuaria com a corresponsal pels diaris El Mosaico, que es definía como "periódico de la juventud, dedicado exclusivamente a la literatura" i la Biblioteca de Señoritas —periòdic literari de vuit pàgines, del qual van sortir 67 números entre 1858 i 1859 — a Bogotá, i El Comercio de Lima. La major part del seu treball consistia en ressenyes de llibres, òpera i música, comentaris de moda i traduccions i relats de viatges. Soledad Acosta publicava sota els  pseudònims d'Aldebarán, Renato, Bertilda i Andina.També va ser col·laboradora de la premsa que dirigia José María Samper.
El 5 de novembre de 1860 neix a Londres la seva tercera filla María Josefa, i el 6 de maig de 1862 a París, Blanca Leonor, la darrera filla del matrimoni. Al final d’aquest any, Samper és nomenat redactor principal d'El Comercio. La família Samper Acosta es mudà a Lima on van fundar la Revista Americana. El 1863 tornarien a Colòmbia, Samper es va postular com a representant per Cundinamarca dins el primer govern de la Constitució de Rionegro del 1863. El 1864 Soledad Acosta publicaria el seu primer conte “La perla del Valle” dins El Mosaico. En 1867 publicava la seva primera novel·la, Dolores. Cuadros de la vida de una mujer, que va aparèixer com per entregues a la capçalera El Mensajero. El 1869 sortirà publicada en llibre la primera compilació de relats de l’autora, Novelas y cuadros de la vida sur-americana. L’any següent publicaria la seva primera novel·la històrica, José Antonío Galán. Episodios de la guerra de los comuneros. El 1872, María Josefa i Carolina van morir a Bogotá a causa d’una epidèmia. Tres anys després Samper va ser engarjolat per motius polítics. Van confiscar els seus bens i van tancar-li la imprenta. En 1878, Soledad Acosta va fundar la revista La Mujer, la primera revista colombiana fundada, dirigida i redactada exclusivament per dones, que es publicaria fins al 1881.
En 1883 va fer la serva primera incursió en la historia amb la Biografía del General Joaquín París, que va ser premiada en motiu d’un concurs literari celebrat pel primer centenari del naixement de Simón Bolívar. A l’any següent va publicar la seva primera obra de teatre, Las víctimas de la guerra. El 22 de juliol de 1888 moriria José María Samper després d’una malaltia de sis mesos. El 1892 a Paris, Soledad és nomenada Delegada Oficial de la República de Colòmbia al IX Congrés Internacional d'Americanistes de Madrid en motiu del quart centenari del Descobriment d'Amèrica. En 1895 publicava el seu llibre La mujer en la sociedad moderna. Més tard seria nomenada membre honorari de l’ Academia Colombiana de Historia. El 1910, se li encargaria la celebració del Primer Centenari de la Independència. La seva filla Bertilda mort aquest any després d’una llarga malaltia. Tres anys més tard, el 17 de març moria Soledad Acosta de Samper a Bogotá, amb quasi vuitanta anys d’edat.

## Historiadora
Soledad Acosta de Samper afronta la seva tasca d’historiadora conscient de la missió de contribuir a la formació de l'esperit i identitat nacional de Colòmbia. El 1870 va publicar la seva primera novel·la històrica, José Antonio Galán. Va endegar la seva publicació de biografies amb Episodios de la guerra de los comuneros, en set entregues al diari El Bien Público i el 1883 a l'edat de 50 anys. En matèria històrica se centra en el paper preponderant dels homes com a forjadors de a vida nacional segons els cànons del XIX.
Compta amb una vocació vers lo públic, aptituds pedagògiques i una inclinació compiladora que es troba present en tota la seva obra. El públic es reflecteix, per exemple, des del seu diari íntim, amb la seva disconformitat dels fets del cop d'Estat del 17 d'abril de 1854, de José María Melo contra José María Obando, continua amb la carta que li envia a el president Santiago Pérez Manosalva el 1876 protestant per l'empresonament del seu marit José María Samper i és mostra en els seus escrits en contra de la separació de Panamà. Els seus relats busquen educar als seus compatriotes i ensenyar comportaments, conductes i històries mitjançant narracions senzilles. La seva vocació pedagògica es registra en tots els seus textos que tenen una presentació on els explica i els qualifica de novel·la històrica, cròniques històric-novel·lesques, llegendes fantàstiques, quadres històric-fantàstics, contes nacionals i novel·les de costums nacionals. En el seu pas per la novel·la històrica s'identifica amb l'escocès Walter Scott (1771-1832), Zoe de Gamond (1806-1854), Madame de Staël (1766-1817) i Victor Hugo (1802 -1885).
La seva vocació compiladora i pedagògica es va consolidar en les Lecciones de historia i el catecismo de historia de 1908 i 1905 respectivament. Després de sis anys d'investigació, va publicar en 1883 les Biografías de hombres ilustres o notables, relativos a la época del Descubrimiento, Conquista y Colonia on es reuneixen 232 biografies. La seva pretensió enciclopèdica va estar construïda amb l’ordenació dels personatges de la Biblioteca Histórica de la Independencia, que va editar i va vendre entre 1909 i 1910, amb 25 biografies i més de 10 relats sobre episodis i circumstàncies de la independència. Aquestes biografies i algunes de les seves reedicions les havia publicat ja entre 1905 i 1906 en l'últim dels 6 diaris que va dirigir durant la seva vida, Lecturas para el Hogar.

## Periodista i editora
L'obra periodística de Soledad Acosta es va desenvolupar principalment en la segona meitat de segle xix, quan es va desenvolupar un període de potent premsa catòlica a tot el  món. En la seva època, les dones eren formades en els deures i els drets quedaven per als homes. En el prospecte de la Dona aclareix que en aquesta publicació a les dones " no se les hablara sobre sus derechos en la sociedad ni de su pretendida emancipación, sino de sus deberes". El 1878 va fundar la seva primera revista, La Mujer. Tres anys després va fundar La Família, que va circular fins a 1885. En 1889 va llançar El Domingo de la Família Cristiana i a l'octubre de 1898, El Domingo. Al març de 1905 va crear la seva última publicació, Lecturas para el Hogar. En aquestes revistes, així com en els diaris que va col·laborar, Soledad no només va publicar les seves novel·les, cròniques de viatge i biografies per entregues, també va escriure ressenyes de notícies europees i de llibres, cròniques de moda, crítica literària, articles d'opinió, traduccions, textos religiosos i de divulgació científica, receptes de cuina, semblança i notes necrològiques.
El 1858 es va publicar a París les Revistas parisienses signades pel pseudònim de "Andina", les quals difonien la Biblioteca de Señoritas on es parlava de moda, crònica de teatre, belles arts, museus, ciència, literatura, festes, i es adreçant-se a la dona moderna, capacitada i amb la llibertat que li donava la lectura i escriptura per davant de les barrers socials i culturals.
El 1859, Soledad va criticar en repetides ocasions el projecte de llei de Jules Ferry per prohibir l'ensenyament religiós a les escoles franceses, en particular la impartida pels Jesuïtes, qüestionant la tirania dels governs liberals a Colòmbia. En les últimes dues dècades com a periodista, ha advocat per l'ordre i la preservació dels valors i reaccionar en contra de les idees heretades de la Revolució Francesa, que va observar en diversos països europeus on es propagava el socialisme. Soledad Acosta estava convençuda el poder de la premsa com a instrument civilitzador, del qual ella se servia per formar les dones i a través d'elles a les famílies en els valors cristians i així, projectar una República Cristiana. En l'època de la Regeneració simpatitzava per Rafael Nuñez i exercia una forta influència en l'opinió pública, des dels diaris com La Luz i El Porvenir. En la selecció d'informació com a periodista es manifestaven els seus interessos, prejudicis, fílies i fòbies per governants i intel·lectuals, la seva recerca per l'ordre moral de la nació i la defensa de les monarquies i els valors tradicionals europeus.

### La Mujer
La Mujer va ser una revista creada el 1878 per Soledad Acosta de Samper, redactada per i per a dones. Però sobretot, aquesta revista és essencial per a comprendre com les dones es van apropiar dels discursos patriarcals, republicans i catòlics de la segona meitat de segle xix en les seves darreres dècades.
La Mujer; lecturas para las familias. Revista quincenal redactada exclusivamente por señoras y señoritas va ser una revista colombiana de segle xix que va llançar el seu primer exemplar el primer de setembre (diumenge) de 1878 i va publicar fins al diumenge 15 de maig de 1881, sota la direcció d'Acosta. L'objectiu de la revista era publicar per a dones colombianes i sud-americanes. La justificació d'Acosta es basava en el fet que, a diferència d'Europa i Amèrica del Nord, a Hispanoamèrica no hi havia una empresa similar a la de produir i difondre escrits elaborats per i per a les dones.
Lluny de tenir un propòsit feminista que denunciés la subordinació i exclusió de la dona en l'esfera pública, les col·laboradores de la revista es van enfocar en difondre els múltiples deures de la dona i la seva missió establerta per la Divina Providència respecte al seu "paper natural" en la societat. Si la dona mantenia els seus principis religiosos, la societat no correria perill de ser contaminada per les ideologies d'esquerres que cercaven fer trontollar les estructures d'ordre i tradicionals. La dona era llavors un factor d'ordre i estabilitat social i nacional.
Per aquestes dones la revista seria sempre moral i incorporaria articles a l'abast de tots els nivells intel·lectuals. No obstant això, la revista no pretenia prohibir el seu accés dels homes o nens. Al incloure articles morals i de fàcil comprensió la revista buscava ser llegida i apreciada en companyia de la família, com indica Acosta:  “la parte masculina de la sociedad deberá proteger la naciente Revista, la cual tiene por objeto, el bien de la mujer, lo que debe convenir a todo padre y a todo hijo de família”.
Amb totes les circumstàncies del seu temps que condicionen la seva obra, Samper es revelara com un pionera en la promoció de l'autodeterminació de la dona i la seva participació en els processos de configuració nacional d'Amèrica Llatina a través de l'educació.